# Vrba šedá
Vrba šedá (Salix elaeagnos), známá též jako vrba hlošinovitá, je keřovitá až stromovitá vrba s nápadně dlouhými a úzkými listy. Roste i v Česku, je však považována za ohrožený druh. V rámci rodu vrba je řazena do podrodu Vetrix.

## Taxonomie
Mimo staršího názvu vrba šedá (nebo šedivá) se nově objevuje pojmenování vrba hlošinovitá. Někteří čeští vydavatelé používá vědecké druhové pojmenování ve tvaru elaeagnos, zahraniční (mimo) užívají druhové jméno eleagnos.
Druh vrba šedá se vyskytuje ve dvou poddruzích:
- Vrba šedá pravá (Salix elaeagnos Scop. subsp. eleagnos)
- Vrba šedá úzkolistá (Salix elaeagnos Scop. subsp. angustifolia (Cariot) Rech. f.)

V České republice roste ve volné přírodě pouze vrba šedá pravá. Vrba šedá úzkolistá pochází ze Španělska a Francie, kde vytváří kulovité nebo polokulovité keře. Její listy jsou nápadně dlouhé, až 20 cm, a velmi úzké. V Česku se někdy vysazuje jako okrasná rostlina, je známá také pod taxonem Salix elaeagnos Scop. var. angustifolia.

## Výskyt
Roste hlavně v Evropě, Malé Asii a v pohoří Atlas na severozápadě Afriky. V Evropě se hlavně nachází v mladých pohořích mírného a středozemního podnebí, roste v Pyrenejích, Apeninách, Alpách, Karpatech a na Balkáně. Česká republika tvoří severní hranici výskytu vrby šedé ve Střední Evropě.
V České republice roste pouze v oblasti Moravskoslezských Beskyd a Podbeskydské pahorkatině, které jsou součástí Vnějších Západních Karpat. Vrba šedá je vázána na nečetný biotop štěrkových náplavů vyskytujících se v podhorských potocích a řekách, kde ještě dochází k divočení vodních toků. Rostliny na štěrkových sedimentech trpí často záplavami a v letním období zase suchem, substrát bez koloidních látek neudrží vlhkost. A právě na takových místech nemá vrba šedá konkurenci. Výskyt v jiných prostředích je velice náhodný a jedná se většinou o uměle vysazené jedince.

## Popis
V nížinách je to dvoudomý strom dosahující průměrné výše 8 až 10 m, výjimečně i 16 m, s přímým kmenem o průměru i více než 25 cm. Ve vyšších polohách však převážně mívá tvar vysokého metlovitého keře. Kůra je vždy šedá a hladká, tmavě červené hranaté letorosty jsou řídce porostlé bělavými chlupy, zploštělé pupeny bývají dlouhé 2 až 3 mm. Vzpřímeně vyrůstající kožovité listy s drobounkými palisty mají řapík dlouhý jen do 4 mm, na podzim při usychání černají. Čárkovitě obkopinaté listové čepele, dlouhé 6 až 10 cm a široké jen 0,6 až 0,8 cm, jsou na obou stranách zúžené, v koncové části jsou jemně pilovité a jinak celokrajné. Líce čepelí jsou tmavozelené, většinou lysé nebo jen mírně chlupaté, ruby jsou šedobíle plstnatě chlupaté.
Jednopohlavné květy jsou sdružené do květenství jehnědy, které mají u báze několik brzy opadajících listů. Jehnědy jsou tenké, válcovitých tvarů, o délkách 1,5 až 3 cm a šířkách 0,3 až 0,4 cm. V samčích jehnědách mají květy toliko dvě chlupaté vespod srostlé tyčinky zakončené prašníky. Samičí jehnědy nesou květy s krátce stopkatým semeníkem, viditelnou čnělkou a dvoulaločnou bliznou. Listeny květů jsou světle zelené, obvejčitého tvaru a jemně brvité. V květech je po jedné nektarové žlázce.

## Hybridizace
Vrba šedá se nekříží příliš často a hlavně se již nekříží zpětně. Na hybridech jsou patrné znaky po obou rodičích. V ČR se prokazatelně vyskytují tři kříženci: Salix × bifida, Salix × capnoides a Salix × oleifolia.

## Ohrožení
Vrba šedá je v oblasti Beskyd v současnosti rozšířena poměrně hojně, přitom je ale vázána na vzácný biotop štěrkových náplavů, které jsou v souvislosti s pobřežní regulaci vodotečí postupně likvidovány. Problémem číslo jedna je malý počet míst kde náplavy nově vznikají, tj. vhodných míst, kde by se mohly uchytit nové rostliny a omladit současnou populaci. Problémem číslo dvě je křídlatka, které nová volná místa obsazuje rychleji. V roce 2000 byla "Černým a červeným seznam cévnatých rostlin České republiky" vrba šedá prohlášena za ohrožený druh.

## Využití
V období úbytku fosilních energetických zdrojů se posuzuje možnost využití rychle rostoucí vrby šedé k produkci biomasy. Uvádí se, že v tuně suché biomasy (štěpky) je skryta energie asi 800 Gj. Pěstování pro energetické účely by mohlo pomoci k jejímu rozšíření v původních areálech.

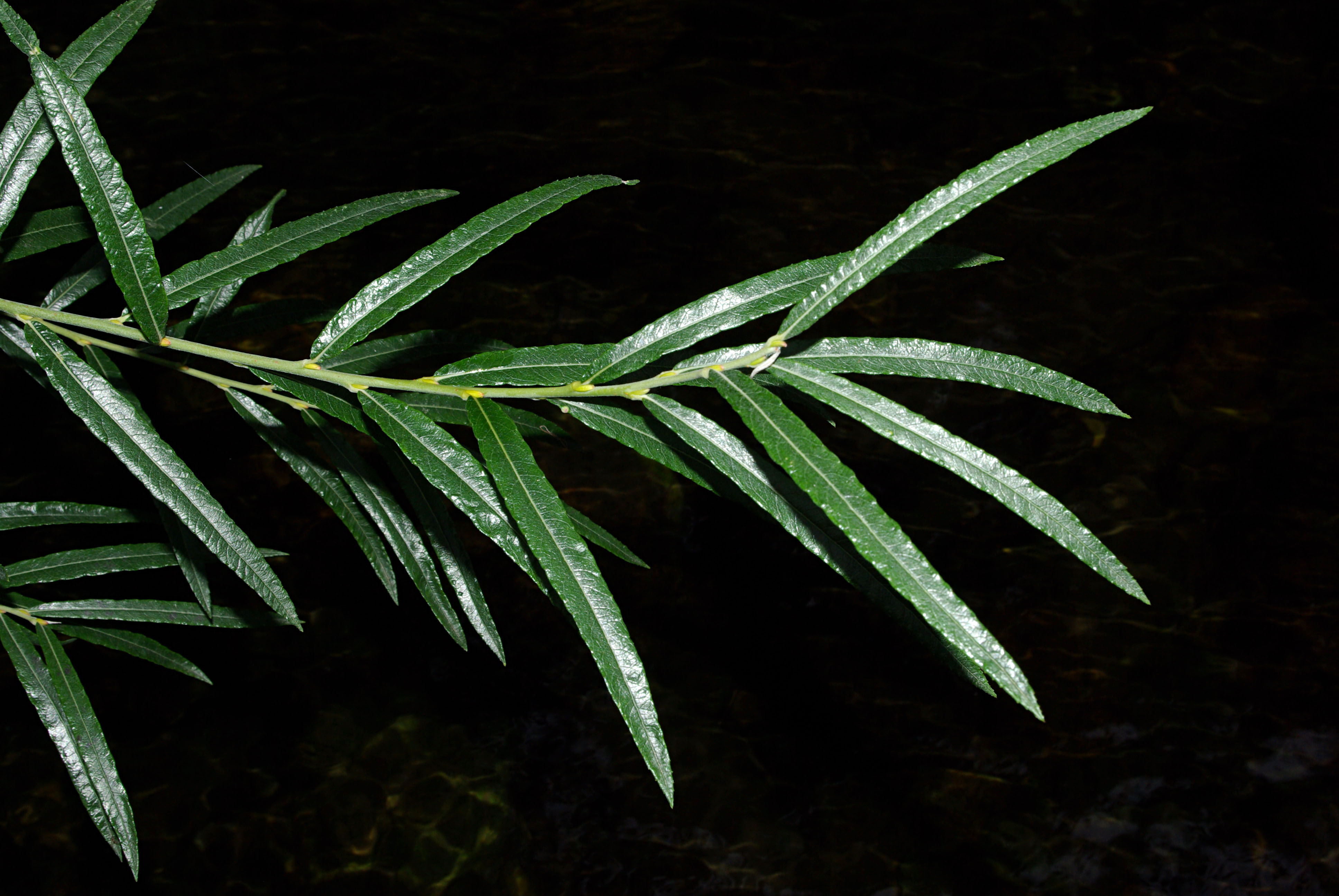
Větvička s listy
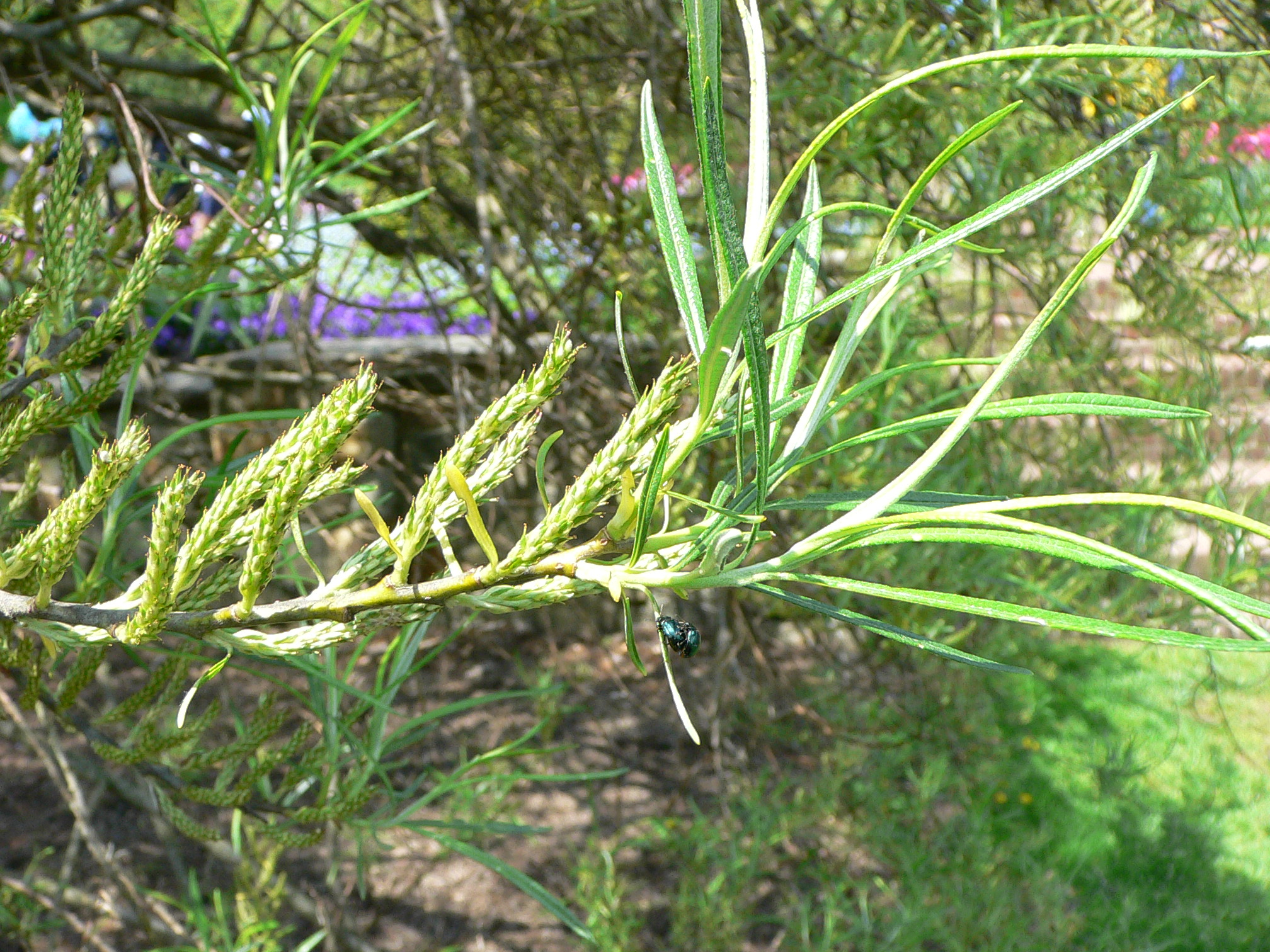
Samčí jehnědy
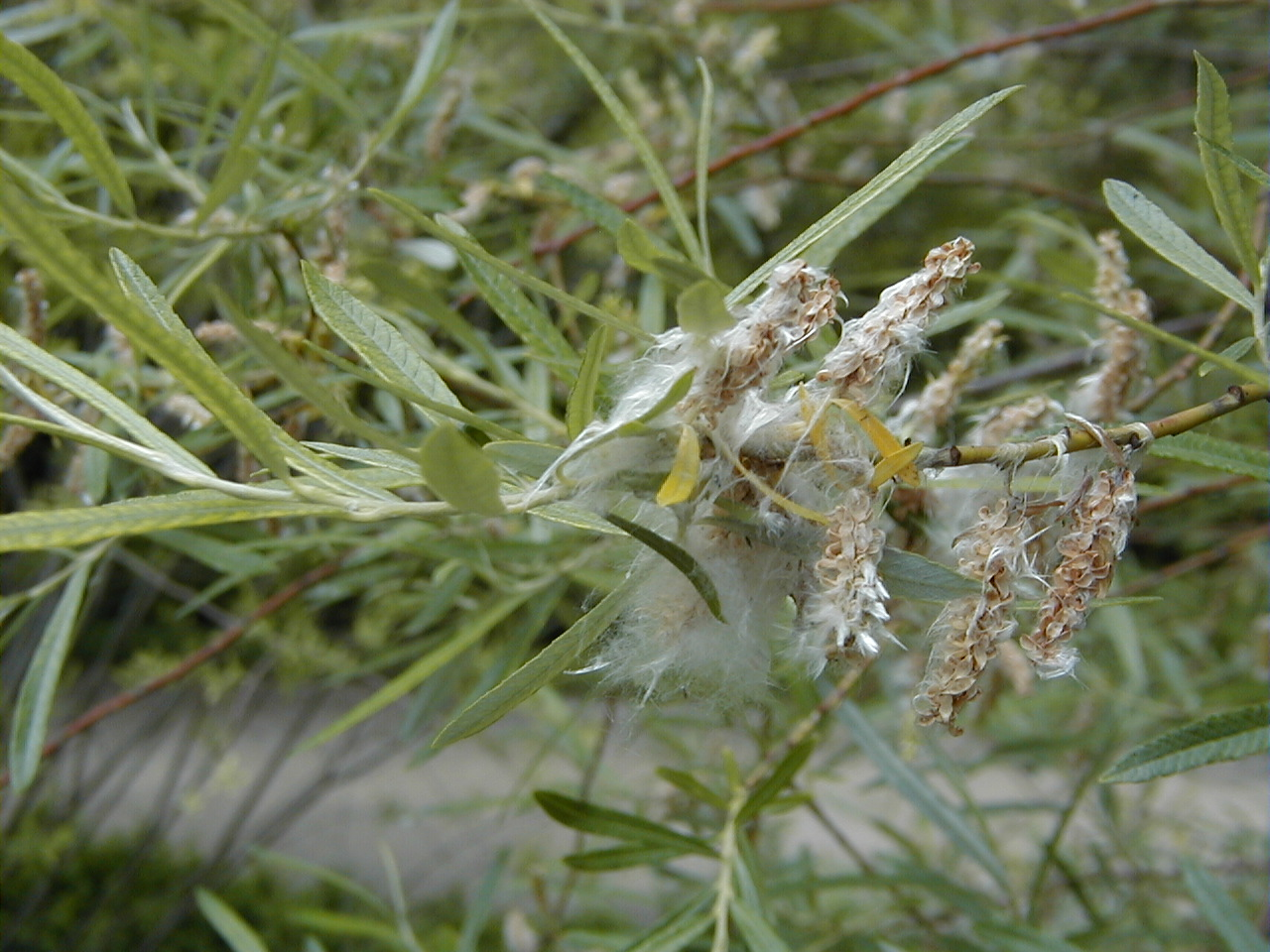
Dozrávající semena